# V838 Herculis

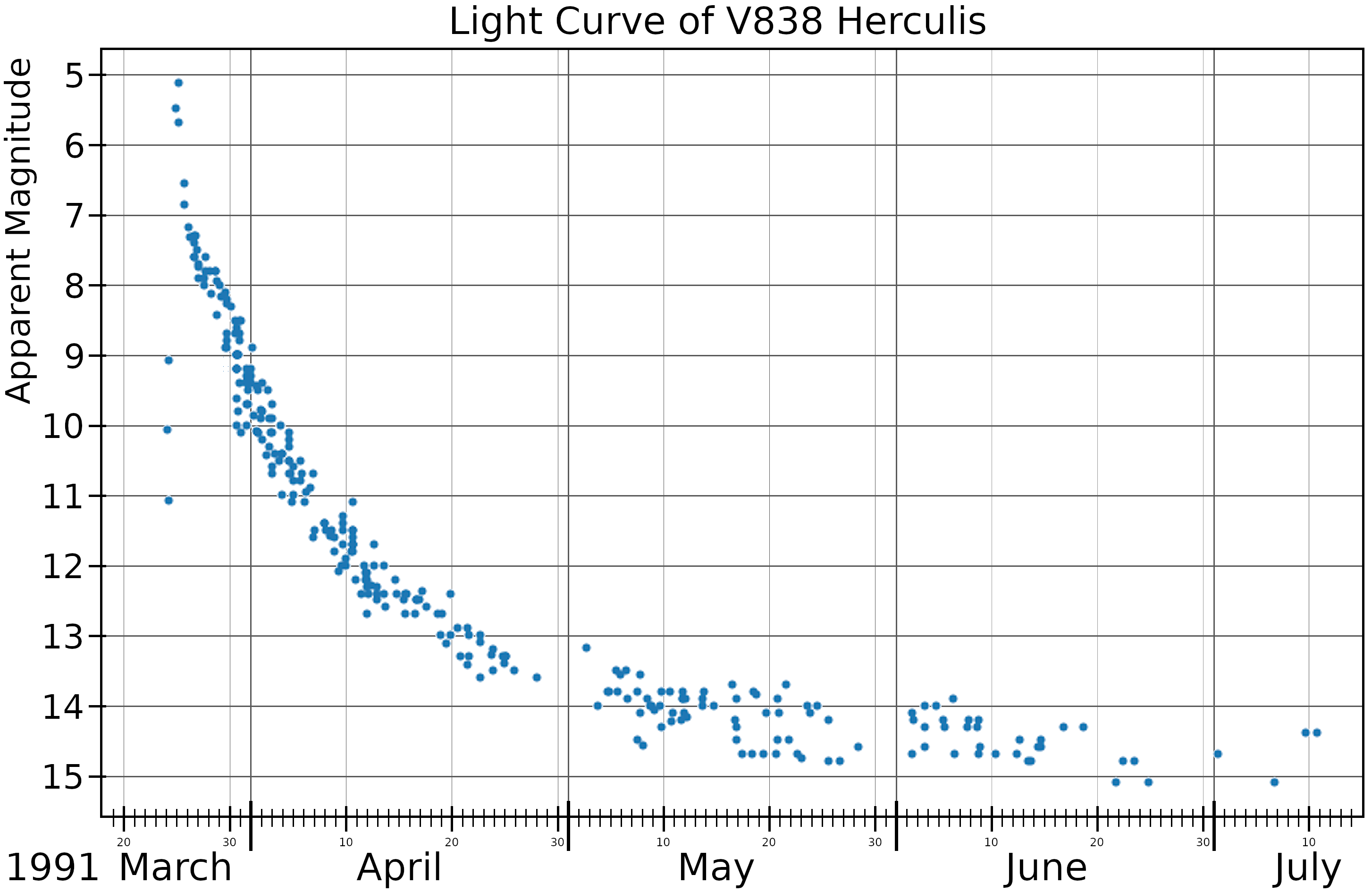
Curvatura de la luz

V838 Herculis es el nombre que los astrónomos le dieron a la nova aparecida en la constelación de Hécules, en 1991 y que alcanzó un brillo de magnitud 5.0.
Coordenadas:
- Ascensión Recta : 18h 46m 31s.55
- Declinación : +12° 14' 05".0